# ييسك
ييسك (بالروسية: Ейск) هي إحدى مدن روسيا في الكيان الفدرالي الروسي كراسنودار كراي.

## المناخ
يظهر الجدول التالي التغييرات المناخية على مدار السنة لييسك:
| البيانات المناخية لـييسك          | البيانات المناخية لـييسك | البيانات المناخية لـييسك | البيانات المناخية لـييسك | البيانات المناخية لـييسك | البيانات المناخية لـييسك | البيانات المناخية لـييسك | البيانات المناخية لـييسك | البيانات المناخية لـييسك | البيانات المناخية لـييسك | البيانات المناخية لـييسك | البيانات المناخية لـييسك | البيانات المناخية لـييسك | البيانات المناخية لـييسك |
| الشهر                             | يناير                    | فبراير                   | مارس                     | أبريل                    | مايو                     | يونيو                    | يوليو                    | أغسطس                    | سبتمبر                   | أكتوبر                   | نوفمبر                   | ديسمبر                   | المعدل السنوي            |
| --------------------------------- | ------------------------ | ------------------------ | ------------------------ | ------------------------ | ------------------------ | ------------------------ | ------------------------ | ------------------------ | ------------------------ | ------------------------ | ------------------------ | ------------------------ | ------------------------ |
| الدرجة القصوى °م (°ف)             | 14.8 (58.6)              | 27.0 (80.6)              | 28.2 (82.8)              | 29.0 (84.2)              | 35.0 (95.0)              | 38.5 (101.3)             | 38.7 (101.7)             | 40.2 (104.4)             | 34.8 (94.6)              | 32.0 (89.6)              | 27.0 (80.6)              | 19.0 (66.2)              | 40.2 (104.4)             |
| متوسط درجة الحرارة الكبرى °م (°ف) | 1.9 (35.4)               | 3.2 (37.8)               | 8.1 (46.6)               | 16.4 (61.5)              | 21.9 (71.4)              | 25.7 (78.3)              | 29.9 (85.8)              | 29.7 (85.5)              | 23.6 (74.5)              | 16.5 (61.7)              | 9.1 (48.4)               | 3.5 (38.3)               | 15.8 (60.4)              |
| المتوسط اليومي °م (°ف)            | −0.8 (30.6)              | −0.1 (31.8)              | 4.8 (40.6)               | 11.4 (52.5)              | 16.7 (62.1)              | 21.0 (69.8)              | 24.2 (75.6)              | 24.0 (75.2)              | 18.5 (65.3)              | 12.0 (53.6)              | 5.3 (41.5)               | 1.1 (34.0)               | 11.5 (52.7)              |
| متوسط درجة الحرارة الصغرى °م (°ف) | −3.4 (25.9)              | −3.3 (26.1)              | 1.4 (34.5)               | 6.3 (43.3)               | 11.4 (52.5)              | 16.3 (61.3)              | 18.4 (65.1)              | 18.2 (64.8)              | 13.3 (55.9)              | 7.4 (45.3)               | 1.5 (34.7)               | −1.4 (29.5)              | 7.2 (45.0)               |
| أدنى درجة حرارة °م (°ف)           | −30.0 (−22.0)            | −29.0 (−20.2)            | −21.0 (−5.8)             | −6.1 (21.0)              | −1.0 (30.2)              | 4.0 (39.2)               | 11.9 (53.4)              | 9.0 (48.2)               | 1.1 (34.0)               | −9.4 (15.1)              | −20.0 (−4.0)             | −25.0 (−13.0)            | −30.0 (−22.0)            |
| الهطول مم (إنش)                   | 53 (2.1)                 | 43 (1.7)                 | 48 (1.9)                 | 44 (1.7)                 | 39 (1.5)                 | 48 (1.9)                 | 26 (1.0)                 | 25 (1.0)                 | 35 (1.4)                 | 32 (1.3)                 | 41 (1.6)                 | 60 (2.4)                 | 494 (19.4)               |
| المصدر:                           |                          |                          |                          |                          |                          |                          |                          |                          |                          |                          |                          |                          |                          |

## توأمة
لييسك اتفاقيات توأمة مع كل من:
- بارانافيتشي (2011 - )
- باريساو

## أعلام
- تاتيانا شخيلكانوفا
- روبرت ستيغليتز
- فلاديمير كازاكوف
- ديميتري أوشاكوف
- ماكسيم شفتشينكو